# 二甲草胺
二甲草胺是一种含氮有机化合物，化学式C
13H
18ClNO
2，能用作除草剂。它可以2,6-二甲基苯胺、氯甲酸-2-氯乙酯和氯乙酰氯为原料，在碱存在下反应制得。